# NGC 6795
NGC 6795 – grupa gwiazd znajdująca się w gwiazdozbiorze Orła, klasyfikowana jako asteryzm lub gromada otwarta. Część źródeł za NGC 6795 uznaje tylko gwiazdę potrójną wchodzącą w skład tej grupy. Grupę odkrył John Herschel 13 sierpnia 1830 roku. Znajduje się w odległości ok. 4,3 tys. lat świetlnych od Słońca oraz 24,6 tys. lat świetlnych od centrum Galaktyki.